# Surinamska narodna himna
God zij met ons Suriname ali Opo Kondreman je Surinamska narodna himna. Himna je dvojezična, ima dve kitic, vsaka s svojim kontekstom in jezikom, Nizozemščina in Surinamščina pisni. Narejen je bil uradnik v 15 december 1975.

## Besedilo
Nizozemško
God zij met ons Suriname

Hij verheff’ ons heerlijk land!

Hoe wij hier ook samen kwamen

Aan zijn grond zijn wij verpand.

Werkend houden w’ in gedachten

Recht en waarheid maken vrij

Al wat goed is te betrachten

Dat geeft aan ons land waardij!
Surinamško
Opo, kondreman un opo

Sranangron e kari un

Wans ope tata komopo

Wi mu seti kondre bun.

Stre def stre, wi no sa frede

Gado de wi fesiman.

Eri libi, te na dede

Wi sa feti, gi Sranan.